# M2 (Moldavië)
De M2 is een hoofdweg in het noorden van Moldavië met een lengte van 155 kilometer. De weg loopt van de hoofdstad Chisinau via Orhei naar de grens met Oekraïne bij Soroca. Er is echter geen brug over de rivier de Dnjestr. In Oekraïne loopt de weg als R08 verder naar Vinnytsja. 
Een klein deel van de M2 tussen het centrum van Chisinau en het knooppunt met de M21 is onderdeel van de E584.

## Kwaliteit
Tussen Chisinau en Orhei is de M2 een vierstrooksweg met één rijbaan. Hier is de weg redelijk goed onderhouden. Ten noorden van Orhei wordt de weg smaller en wordt de kwaliteit lager.
M1 · 
M2 · 
M3 · 
M4 · 
M14 · 
M21